# Kaán Károly-kilátó
A Kaán Károly-kilátó egy kilátó a Budai-hegységben, Budapest területén, a főváros II. kerületében, a Nagy-Hárs-hegy 454 méter magasságú csúcsán. A több emeletes kilátóhely legfelső szintjéről teljes körpanoráma nyílik, innen Budapest és a Budai-hegység jelentős része is belátható.
A kilátótól északkeletre található a Bátori-barlang bejárata.

## Története
A Nagy-Hárs-hegy tetején korábban egy fából épült kilátó állt, ami azonban a karbantartás hiánya miatt még az 1980-as évek előtt összedőlt. Ezt követően született döntés egy olyan kilátótorony megépítéséről, amelynek alapzata és alsó másfél szintje már vasbeton vázon kőburkolattal épült, az afölötti részek és a lépcsők viszont a korábbihoz hasonló módon fából készültek.
Az egész éven át éjjel-nappal látogatható kilátó 1988-1989 között épült meg, a Pilisi Állami Parkerdőgazdaság (a Pilisi Parkerdő Zrt. jogelődje) beruházásában.
2016 nyarán a turisztikai létesítmény teljes körű rekonstrukciós és szerkezet-megerősítő felújításon esett át. A faszerkezeti egységei közül az időjárásnak kevésbé kitett részeket lecsiszolták és újrafestették, a tornyot fedő deszkákat pedig komolyabban szigetelt zsindelytetőre cserélték. A kilátó körül korlátokat, padokat és asztalokat helyeztek el.

## Névadója
A kilátó névadója Kaán Károly (1887–1940) erdőmérnök, földművelésügyi államtitkár lett, akinek nevéhez többek között az erdők népjóléti szerepének törvényi szintű elismertetése és több más olyan intézkedés fűződik, amelyek a természet értékeinek védelmét szolgálták. Kaán Károly emlékét egy ideig emléktábla is őrizte a kilátó bejáratánál, de az ismétlődő rongálások miatt a táblát az erdőgazdaság, mint a kilátó kezelője őrzött helyre, a területileg illetékes erdészethez szállíttatta, megőrzés céljából. A régi emléktábla helyén egy új emléktábla lett elhelyezve.

## Megközelítése
Budapesti közösségi közlekedéssel a kilátó legegyszerűbben a 22-es busz, a 22A busz és a 222-es busz Szépjuhászné megállójától, illetve a Gyermekvasút majdnem ugyanott található Szépjuhászné állomásától közelíthető meg, innen kiindulva a sárga turistajelzést kell követni; a járművekről leszállva körülbelül 45-50 perc sétával lehet feljutni a kilátóhoz.

## Képek

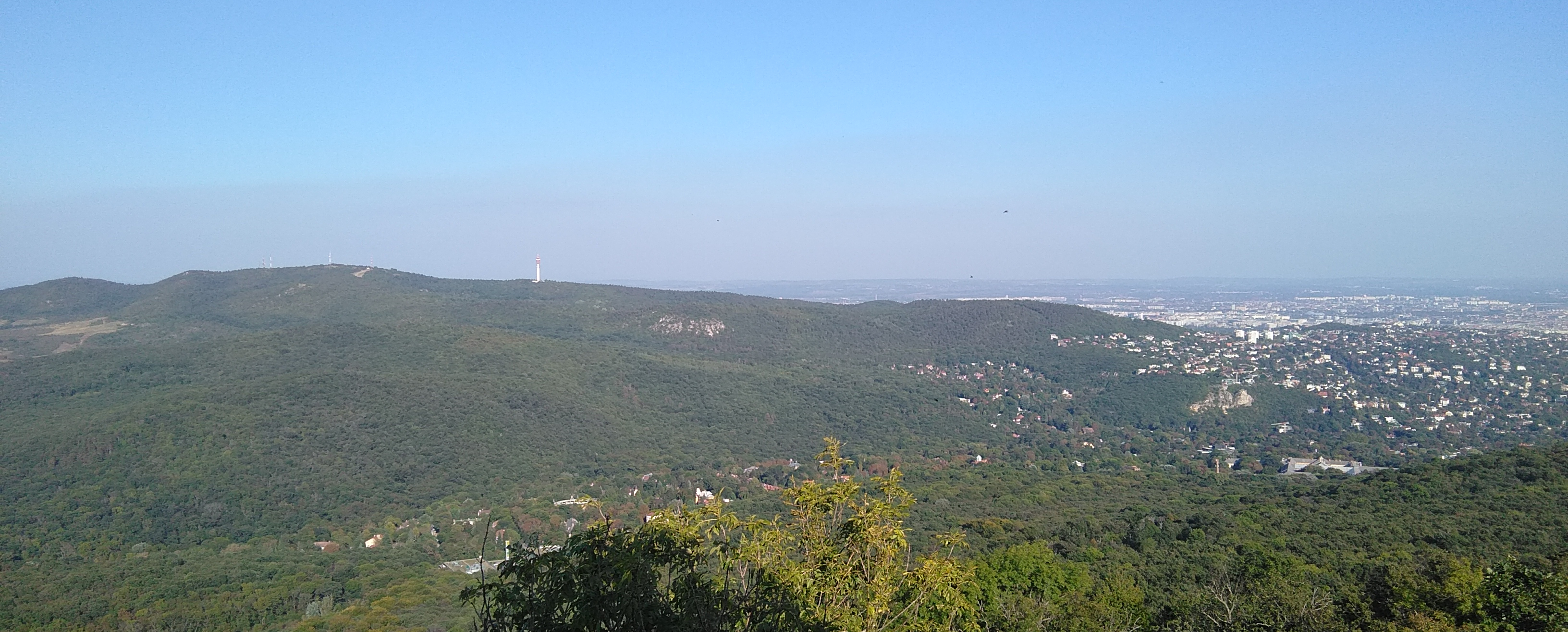
Hűvösvölgy, Vadaskert, Nyék és a Hármashatár-hegy
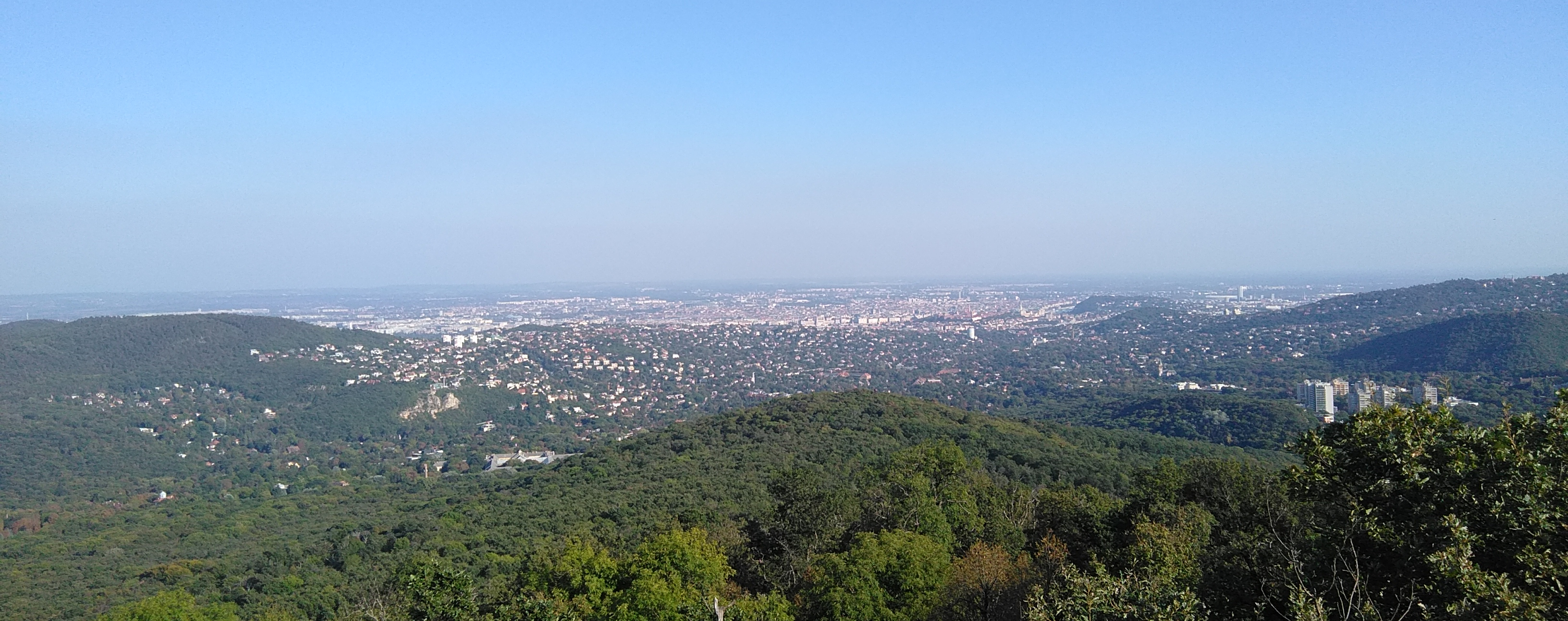
Kis-Hárs-hegy (mögötte a Rózsadomb és a Belváros)
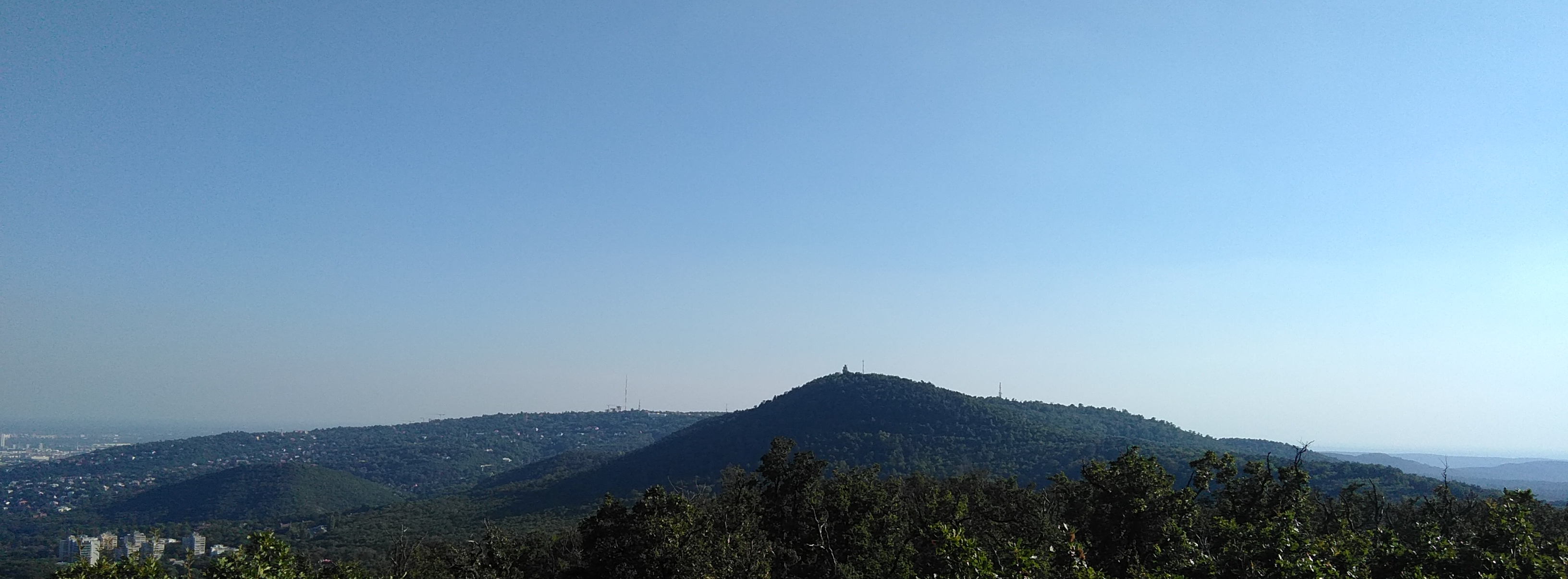
Hunyad-orom, Tündér-hegy, Széchenyi-hegy és a János-hegy
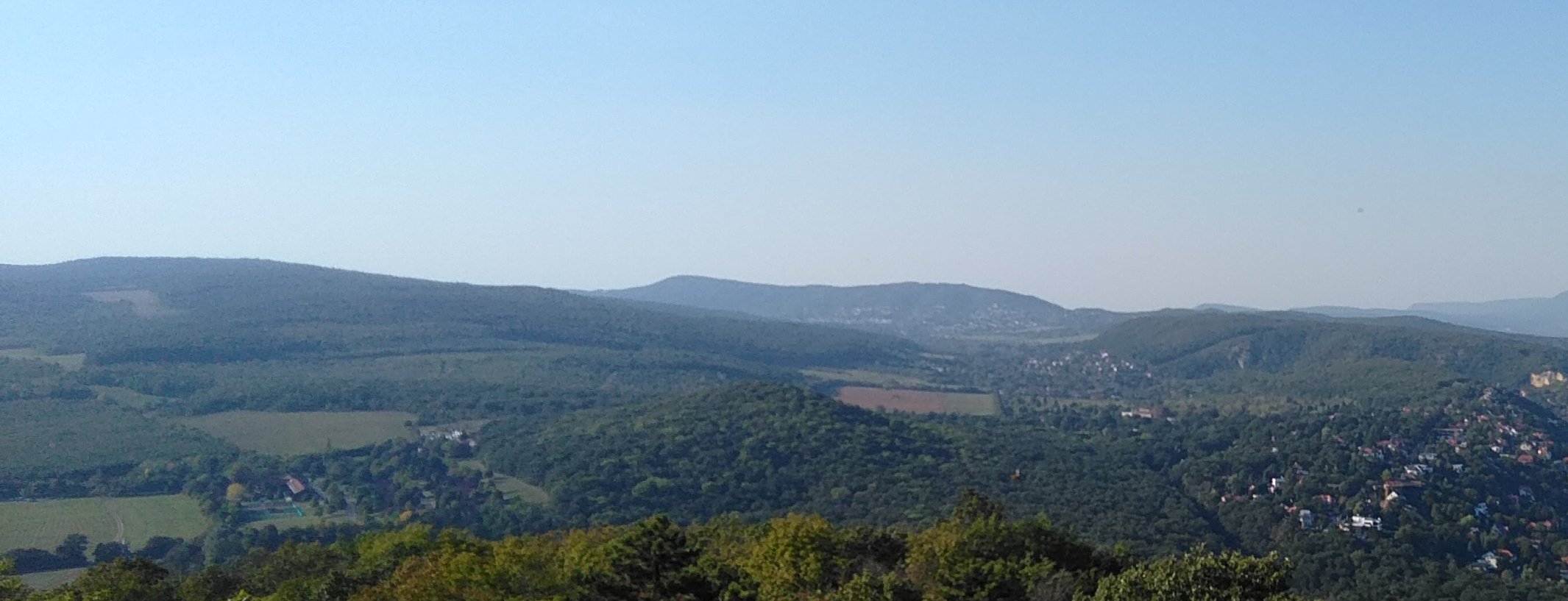
Petneházyrét, Remeteszőlős és Nagykovácsi
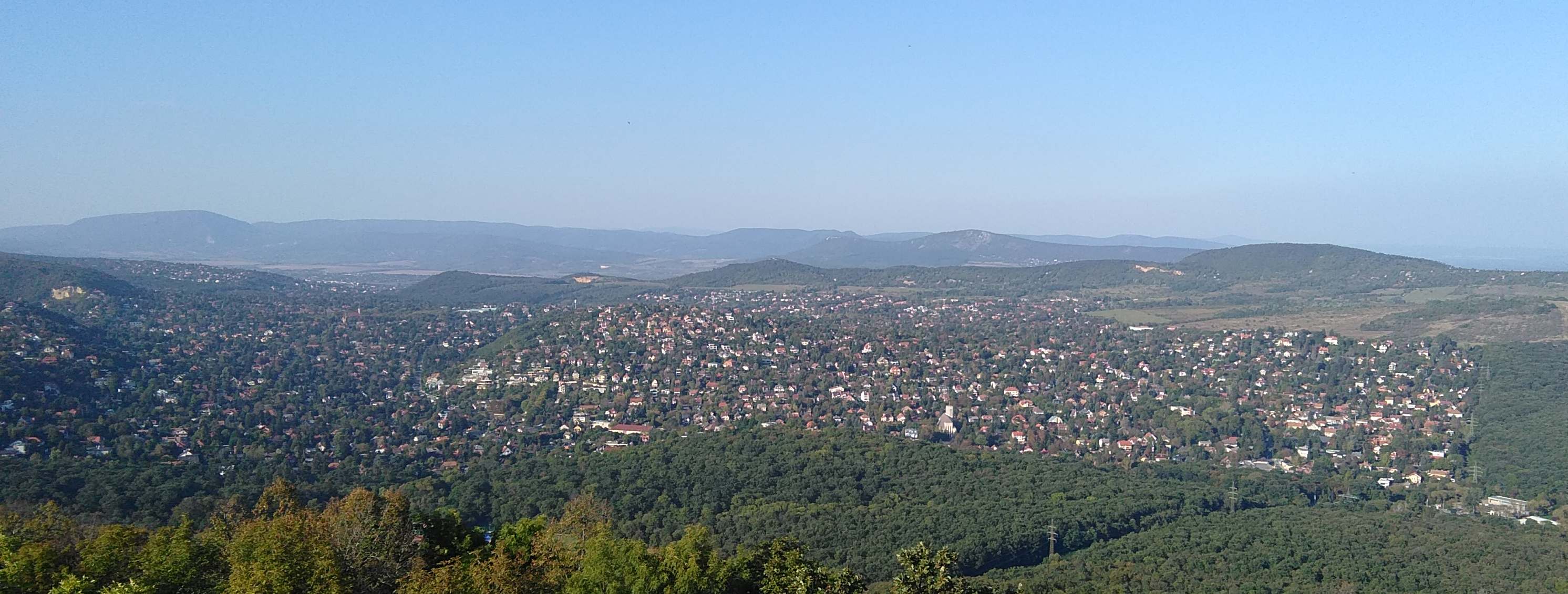
Pesthidegkút
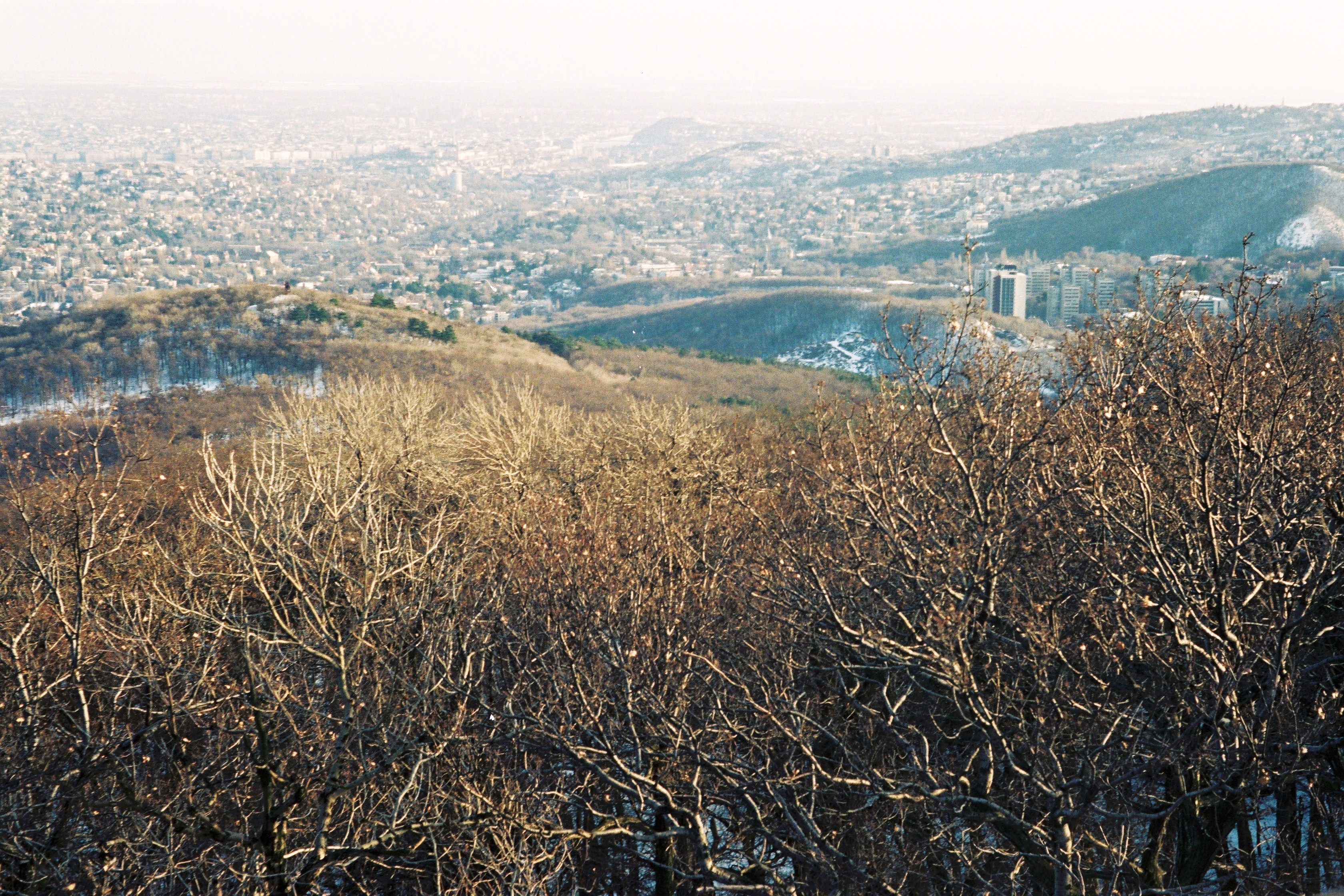
Panoráma 1987-ben
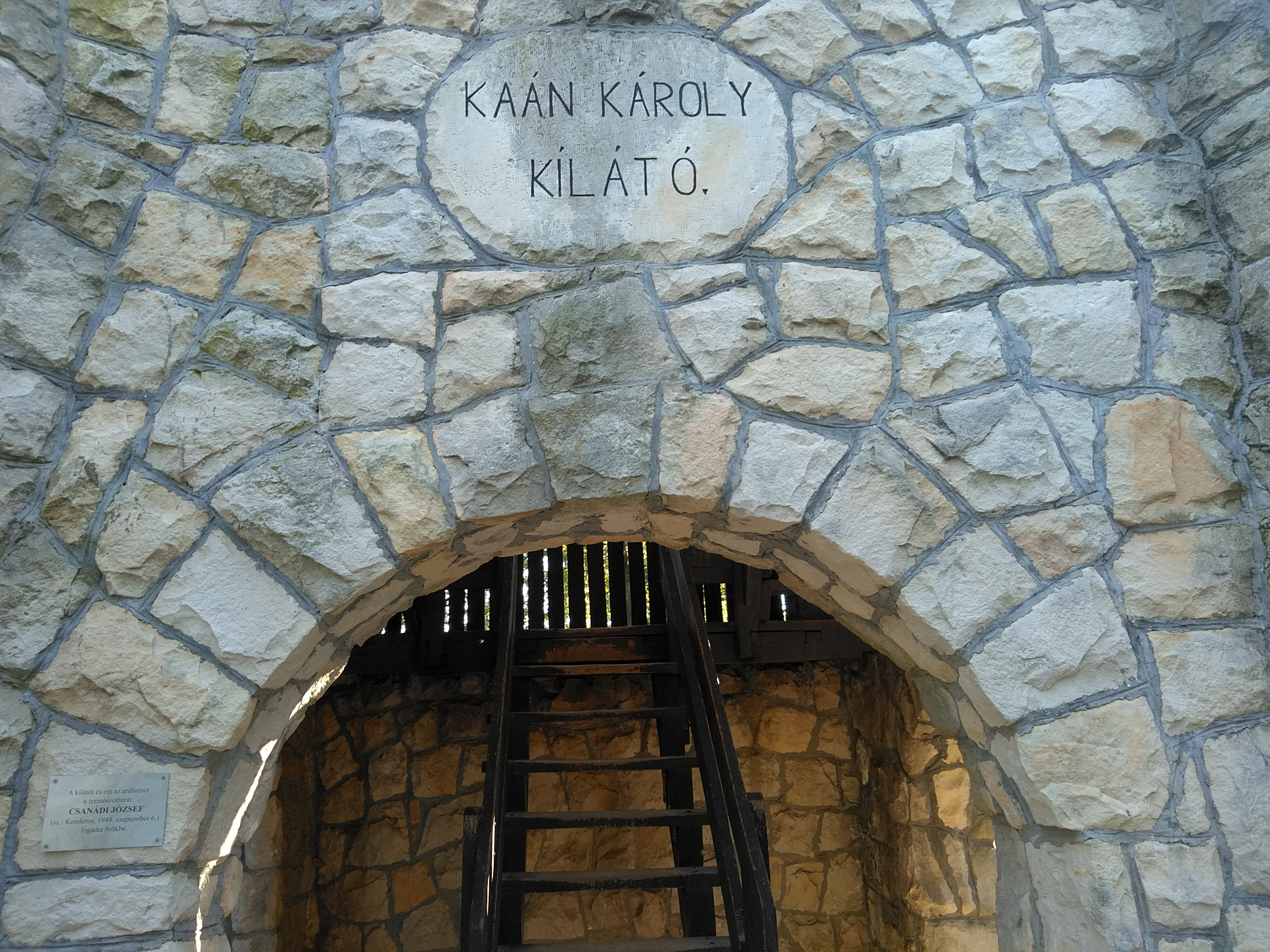
A vasbeton vázon terméskővel burkolt boltíves bejárat
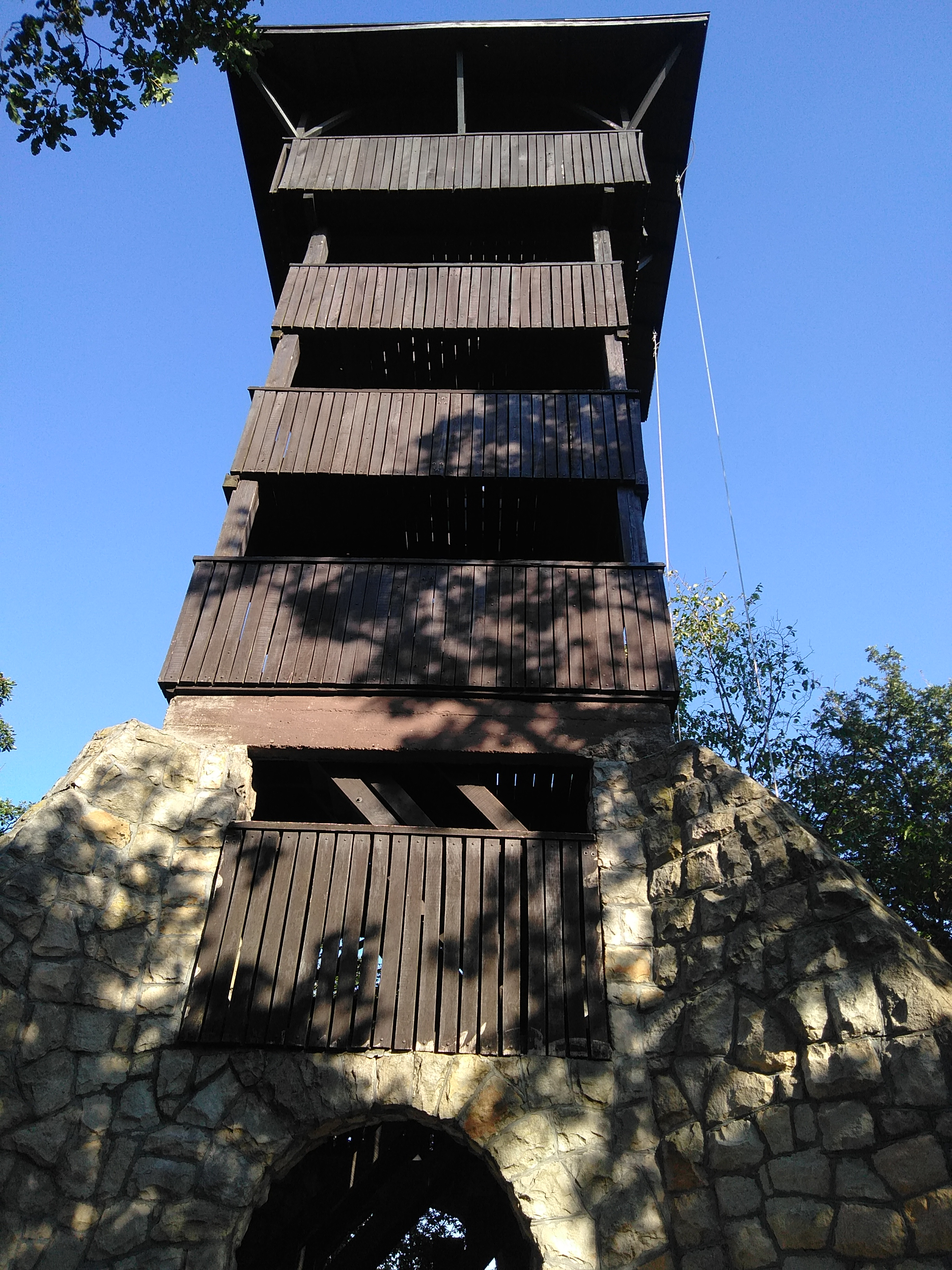
A kilátó tövében 2023-ban

## Lásd még
- A Wikimédia Commons tartalmaz Kaán Károly-kilátó témájú kategóriát.